# بنط (طباعة)

البنط Bauer Bodoni

في التنضيد الطباعي المعدني، البُنْط (الجمع: بُنُوط) أو بُنْط طباعة (بالإنجليزية: Font)‏ هو حجم ووزن ونمط معين لطابع محرفي (typeface). كل بنط هو مجموعة متطابقة من الكتابة، مع قطعة (حرف طباعي [الإنجليزية]/Sort) لكل حرف رسومي. يتكون الطابع المحرفي من بنوط مختلفة تشترك في التصميم العام.
في القرن الحادي والعشرين، مع ظهور بنوط الحاسوب، غالبًا ما يستخدم مصطلحا "البنط" و"الطابع المحرفي" بالتبادل، على الرغم من أن مصطلح "الطابع المحرفي" يشير إلى تصميم الحروف المطبعية، في حين يشير مصطلح "البنط" إلى التصميم المحدد لطابع محرفي، مثل حجمه ووزنه. على سبيل المثال، يتضمن البنط "Bauer Bodoni" (موضح في الشكل المقابل) كل من البنط الروماني [الإنجليزية] والبنط الغليظ والبنط المائل؛ كل منها موجود في مجموعة متنوعة من الأحجام. يُطبَّق مصطلح "البنط" بشكل صحيح على أي واحد من هذه العناصر بمفرده ولكن يمكن رؤيته يستخدم بشكل فضفاض للإشارة إلى الطابع المحرفي بأكمله. عند استخدامه في الحواسيب، يكون كل نمط في "ملف خط" رقمي منفصل.
في كل من التنضيد التقليدي والحوسبة، تشير كلمة "البنط" إلى آلية تسليم الطابع المحرفي. في التنضيد التقليدي، يكون البنط مصنوعًا من المعدن أو الحرف الطباعي الخشبي [الإنجليزية]: لإنشاء صفحة قد يتطلب بنوطًا متعددة أو حتى طوابع محرفية متعددة.